# Maroon 5
Maroon 5 (транскр.  Марун фајв) амерички је поп рок бенд из Лос Анђелеса, Калифорнија, који је освојио неколико награда за свој деби албум Songs about Jane. Издат јуна 2002. године, албум је доживео огромне успехе на листама, доживевши златни, платинасти и троструки платинасти статус у многим земљама широм света. Чак је и њихов наредни акустички албум 1.22.03.Acoustic, на коме се налазе анплагд верзије песама са претходног албума, доживео платинасти статус. Група је освојила Греми награду за најбољег новог извођача у 2005. години. На јесен 2005. године они су издали уживо албум назван "Live, Friday the 13th" који је био снимљен 13. маја 2005. године у Санта Барбари у Калифорнији и који им је донео још једну Греми номинацију за Најбоље поп извођење.

## Чланови
- Адам Левин (вокал/гитара)
- Џеси Кармајкл (клавијатуре)
- Мајкл "Мики" Маден (бас)
- Рајан Дусик (бубњеви)
- Џејмс Валентајн (гитара)

## Историја

### Рани дани
Адам Левин је прво упознао бубњара Рајана Дусика око 1986. године. Њих двојица су се нашли још једном захваљујући заједничком пријатељу 1990. године како би снимили верзију Knockin' on Heaven's Door у Дусиковој гаражи.
Првог дана у својој Брентвуд средњој школи, Адам је упознао трећег члана, Микија Мадена. Адам је описао Микија као "музичку енциклопедију" и мисли се да је Левинов утицај играо значајну улогу у Меденовој набавци своје прве бас гитаре, што је уследило убрзо после. Два пријатеља су импровизовала, Маден је преузео бубњеве, а Левин је повремено свирао бас у њиховим раним пробама. (Треба напоменути да је Адам Левин свирао први пут пред публиком у бенду Blurred Vision у Трубадуру. То је био бенд Адам Салзман, заједничког пријатеља, напоменутог раније.)

#### Edible Nuns
Четврти члан групе је Џеси Кармајкл. Џеси је има чврсту позадину у музици, јер је имао часове клавира још од ране младости. Када су он и Адам постали пријатељи, Кармајкл је свирао кларинет у оркестру Брентвуд школе. Као ђаци прве године, њих двојица су се везали што ће их начинити најбољим пријатељима данас. Левин, Маден и Кармајкл су свирали први пут као Edible Nuns на својој средњошколској игранци, свирајући само обраде од неких популарних извођача деведесетих као што су Перл џем и Алис ин чејнс .

#### Mostly Men
Како је трио напредовао кроз средњу школу, бубњар је напустио бенд. Замењен је са Ејми Вуд, пријатељицом једног од садашњих чланова. С обзиром да се бенд сада састојао из 3 момка и једне девојке, групи су дали ново име: Mostly Men и почели су да свирају у Лос Анђелесу. После првог доживљаја снимања материјала, момци су одлучили да је Ејми била слаба карика која је одуговлачила напредак. Она је напустила бенд и група је поново била без бубњара.
Није много прошло док Левин није искористио своју неактивну везу са Рајаном Дусиком. Њих двојица нису много комуницирали у школи јер је Дусик био две године старији од осталих и у тотално другом друштвеном свету. Разлика у годинама није изазвала проблеме за младе чланове групе Марун 5 јер је музичка хемија у групи била јасна.

### Карино цвеће
Четири члана групе Марун 5 су се познавали још из средње школе у Лос Анђелесу. Док су похађали Брентвуд средњу школу, Адам Левин, Џеси Кармајкл, Мики Маден и Рајан Дусик су формирали Kara's Flowers, гаражни/гранџ бенд који је имао своју прву свирку у Whisky A Go-Go ноћном клубу 16. септембра 1995. године. (Адам Левин је певао са дубљим "гранџ" гласом у то време.)
Бенд је потписао уговор са Reprise Records док је још био у средњој школи и издали су једини албум The Fourth World средином 1997. године таман док је тројица од четири члана требало да дипломирају (Рајан Дусик је завршавао своју другу годину на Лосанђелеском универзитету Калифорније). Спот је био направљен за уводну нумеру "Soap Disco", али није успео на МТВ-у. Упркос местима помоћних група на турнејама група Reel Big Fish и Goldfinger, албум комерцијално није успео и 1999. године је раскинула уговор са Reprise Records. (Због касније популарности Марун 5, продато је више копија албума The Fourth World после издања Songs about Jane него пре.)
Пошто су раскинули уговор са музичком кућом, четири момка су отишла на различите колеџе по САД-у. Открили су нове музичке стилове и развили љубав према Мотауну, попу, R&B-у, соулу и госпелу, доживљајима који ће касније значајно утицати на стил и звук Марун 5. Четири првобитна члана групе Карино цвеће је остало у контакту и почели су поново да свирају 2001. године. Џеси Кармајкл је прешао са гитаре на клавијатуре, тако да је дошла потреба за новим гитаристом. Џејмс Валентајн, бивши члан бенда Square, придружио им се да би попунио то место.

### Формирање Марун 5
Када се Валентајн придружио Карином цвећу 2001. године, бенд је прихватио име Марун (енгл. Maroon кестењаста боја), али је после неколико месеци променио у Марун 5 због конфликта у имену. Бенд је свирао у Њујорку и Лос Анђелесу. Адам Левин је у интервјуу за VH1 рекао да је међупериод имао утицај на стил бенда:
Током времена између наших уговора за плоче, провео сам доста времена у Њујорку где сам био изложен урбаној и хип-хоп култури на начин који ми се никад није десио у Лос Анђелесу. Преокренуо ме је тотално новом жанру музике који је имао дубок утицај на моје писање песама.
Бенд је потписао уговор са Octone Records, независном издавачком кућом у Њујорку, са дистрибуцијом кроз BMG и уметнички развојни уговор са J Records Клајва Дејвиса.

## Songs about Jane
Бенд је снимио албум Songs about Jane у Rumbo Recorders у Лос Анђелесу са продуцентом Метом Волисом, који је био продуцент група Train, Blues Traveler, Kyle Riabko и Third Eye Blind. Већина материјала који се нашао на деби албуму Марун 5 је директно био инспирисан Левиновом узбурканом везом са својом бившом девојком Џејн: "Раскидали смо док је бенд улазио у студио", објаснио је он. "После састављања списка песама, одлучили смо да албум назовемо Songs about Jane [Песме о Џејн] јер смо осећали да би то била најискренија изјава коју бисмо могли направити са називом."
Први сингл "Harder to Breathe" је полако почео да се емитује што је помогло у продаји албума. До марта 2004. године, албум је достигао првих 20 на Билбордовој листи 200, а "Harder to Breathe" је достигао првих 20 на Билбордовој листи врелих 100 синглова. Албум је дошао на #6 на Билбордовој листи 200 у августу 2004, 26 месеци након његовог издања; ово је био најдужи период између издања албума и свог првог појављивања на Топ 10 откако су SoundScan резултати укључени у Билбордовој листи 200 1991. године. Songs about Jane је такође достигао првих 10 у Аустралији, док је сингл "Harder to Breathe" достигао првих 20 у Уједињеном Краљевству и првих 40 у Аустралији и Новом Зеланду. Албум се касније попео на прво место у Британији и Аустралији. Други сингл, "This Love" је такође достигао америчку и аустралијску листу најбољих 10, а у Британији и Холандији је био међу прва три сингла. Трећи сингл, "She Will Be Loved", попео се међу првих пет у САД и Великој Британији, а на #1 у Аустралији. Четврти сингл, "Sunday Morning", такође је достигао првих 40 у Америци, Британији и Аустралији.

### Секси спотови
У музичком споту за "This Love", водећи певач Адам Левин и његова тадашња девојка, фото-модел Кели Макџи, приказани су у врућим секс сценама. Спот је користио креативне углове камере како би показао што више, а да не открије интимне делове пара. Направљена је и верзија спота где гомила компјутерски генерисаног цвећа прекрива више, међутим, ово је прављено за конзервативнија тржишта, укључујући делове Латинске Америке.
Још врућих сцена се појавило у споту за песму "She Will Be Loved", који је приказивао опасни љубавни троугао и неке вруће пољупце између Адама Левина и Кели Престон.

## Турнеје
Марун 5 је стално био на турнејама од формирања. После издања албума средином 2002. године, бенд је био на турнеји са Мишел Бренч, Џазмин Тријас и Ника Костом. Рано на лето 2003. године, били су на турнеји са Грејамом Колтоном, Џоном Мајером и Каунтинг крауз. У августу 2005. године, бенд је био на турнеји са Ролингстонсима. Остали са којима су били на турнејама укључују Гевина ДеГроа, Phantom Planet, The Like, Џејсон Мраз, The Thrills, Thirsty Merc, Марк Брусард и The Donnas.
13. маја 2005. године, у Санта Барбари у Калифорнији, бенд је затворио Honda Civic Tour.

## Занимљивости
- Бенд се најпре звао Марун, али су одлучили да промене своје име када су сазнали да већ постоји бенд са таквим именом.
- Учествовали су у (и изгубили) МТВ-ов Staremaster против пријатељског бенда и својих пријатеља, Phantom Planet.
- На дан када су прослављали своју десету годишњицу као бенд (6. фебруар 2004), њихов албум Songs about Jane је постао платинаст.
- Бенду се не свиђају мотиви на омоту њиховог ЦД-а.
- Глумац Џејк Џиленхол је рекао за Teen People да је ишао заједно у школу са прва четири члана бенда.
- Глумице Натали Портман и Кирстен Данст су пријатељице члановима бенда.

## Дискографија
Студијски албуми
- Songs About Jane (2002)
- It Won't Be Soon Before Long (2007)
- Hands All Over (2010)
- Overexposed (2012)
- V (2014)
- Red Pill Blues (2017)
- Jordi (2021)